# جو ویلک
جوزف جرج ویلک (به انگلیسی: Joe Willock؛ زادهٔ ۲۰ اوت ۱۹۹۹) بازیکن فوتبال اهل بریتانیا است.
از باشگاه‌هایی که در آن بازی کرده‌است می‌توان به باشگاه فوتبال آرسنال اشاره کرد.
وی همچنین در تیم‌های ملی فوتبال زیر ۱۶، زیر ۱۹ سال، زیر ۲۰ سال و زیر ۲۱ سال انگلستان بازی کرده‌است.

## عملکرد
ویلوک که آکادمی آرسنال بود، در ۱۴ سالگی به آرسنال پیوست و اجازه بازی در کنار برادران بزرگتر خود را داشت. او اولین بازی حرفه ای خود را برای این باشگاه در تاریخ ۲۰ سپتامبر ۲۰۱۷ در جام اتحادیه در برابر دونکستر راورز انجام داد.
او اولین بازی خود در لیگ برتر را در برابر نیوکاسل یونایتد در ۱۵ آوریل ۲۰۱۸ انجام داد. او اولین گل بزرگسالان خود را در ۲۹ نوامبر ۲۰۱۸ در پیروزی ۳–۰ در لیگ اروپا در برابر فورسکلا پولتاوا به ثمر رساند. وی سپس اولین پاس گل خود را در پیروزی ۳–۰ در جام حذفی مقابل بلکپول در ۵ ژانویه ۲۰۱۹ داد. در تاریخ ۱۲ سپتامبر ۲۰۱۹ اعلام شد که ویلوک قرارداد طولانی مدت جدیدی با آرسنال امضا کرده‌است.
در ۱۹ سپتامبر ۲۰۱۹، او در اولین بازی تیمش در لیگ اروپا مقابل آینتراخت فرانکفورت یک گل به ثمر رساند که بعداً توسط داور مردود اعلام شد. وی اولین گل خود را در ورزشگاه امارات پس از ضربه زدن در سومین گل آرسنال در یک پیروزی ۵–۰ مقابل ناتینگهام فارست زد که پاس گل آن را هکتور بیرین داد.

## عملکرد بین‌المللی
ویلوک برای تیم زیر ۱۸ سال انگلیس مقابل اسکاتلند در جام ویکتوری ۲۰۱۴ گلزنی کرد. او همچنین نماینده تیم زیر ۱۹ سال انگلیس بود اما یکی از بازیکنانی بود که از انتخاب خود برای مسابقات قهرمانی زیر ۱۹ سال اروپا یوفا توسط باشگاه خود خارج شد.
ویلوک نماینده تیم زیر ۲۰ سال انگلیس در لیگ الیت زیر ۲۰ سال ۲۰۱۸–۱۹ و در بازی‌های مقابل ایتالیا و آلمان گل‌های پیروزی را به ثمر رساند. ویلوک عضو مسابقات زیر ۲۰ سال انگلیس در مسابقات تولون ۲۰۱۹ بود و در مرحله گروهی در شکست برابر پرتغال و شیلی گلزنی کرد.
در تاریخ ۳۰ اوت سال ۲۰۱۹، ویلوک برای اولین بار در ترکیب تیم زیر ۲۱ سال انگلیس قرار گرفت اما به دلیل مصدومیت مجبور به کناره‌گیری شد. او سرانجام اولین بازی زیر ۲۱سال را در ۱۱ اکتبر ۲۰۱۹ در جریان تساوی ۲–۲ با اسلوونی در ماریبور انجام داد.
وی از طریق تبار مونتسراتی، واجد شرایط نمایندگی مونتسرات در سطح بزرگسالان است.

## زندگی شخصی
برادران ویلوک، کریس و متی نیز فوتبالیست هستند. وقتی منچستریونایتد در ماه مه ۲۰۱۷ در بازی ذخیره‌های خود مقابل آرسنال انجام داد و هر سه برادر با هم همبازی بودند. وی از تباری مونتسرات است.

## افتخارات

#### آرسنال
- جام اتحادیه:۲۰۱۷
- مرحله حذفی لیگ اروپا:۱۹–۲۰۱۸